# Roberto Cabalisti
Roberto Cabalisti (Vicenza, 9 febbraio 1961) è un ex giocatore di baseball italiano.

## Carriera
Vicentino di nascita, Cabalisti ha iniziato la sua carriera nel capoluogo berico con le società San Paolo, ABS Vicenza e Valbruna Acciai, arrivando fino alla Serie A2. Il suo esordio nella massima serie lo ha fatto nel 1984 a Trieste. Quindi passa prima a Verona e poi a San Marino, fino a trasferirsi nel 1989 al Rimini Baseball, di cui diventerà un simbolo grazie ai 20 campionati trascorsi in neroarancio e grazie ai numerosi successi ottenuti con il sodalizio romagnolo. Ha chiuso la carriera in IBL a 50 anni compiuti, con il triennio ai North East Knights di Godo, in provincia di Ravenna.
È il lanciatore con il maggior numero di partite giocate (543) nel campionato italiano di baseball. È al secondo posto nella classifica delle salvezze in carriera (62), dietro a Ilo Bartolucci con 63, e al terzo posto per vittorie (167).
Cabalisti ha debuttato in Nazionale nel 1987, in occasione di Cuba-Italia 4-1 valevole per la Coppa intercontinentale. In totale ha collezionato 49 presenze in azzurro.

## Palmarès

### Club
- Campionati italiani: 5

Rimini: 1992, 1999, 2000, 2002, 2006
- Coppa Italia: 2

Rimini: 2001, 2002
- Coppa dei Campioni: 1

Rimini: 1989

### Nazionale
- Campionati europei: 2

Italia: 1989, 1997